# Autoritatea Națională pentru Restituirea Proprietăților
Autoritatea Națională pentru Restituirea Proprietăților (ANRP) este o instituție de stat din România, înființată pe 29 aprilie 2005, fără personalitate juridică, în subordinea Cancelariei Primului-Ministru
care coordonează și controlează aplicarea legislației din domeniul restituirii proprietății funciare de către instituțiile administrației de stat și comisiile de fond funciar, asigurând aplicarea unitară de către acestea a reglementărilor în domeniu.
Prin înființarea ANRP, premierul de atunci, Călin Popescu-Tăriceanu, a mutat controlul asupra procedurilor de retrocedare de la primăriile și prefecturile din teritoriu la București.

## Istoric
Proprietarii ale căror bunuri au fost naționalizate de regimul comunist și care dețin titluri de despăgubire au început să depună de la 1 octombrie 2007 dosarele la Autoritatea Națională pentru Restituirea Proprietăților pentru acordarea de despăgubiri în numerar și acțiuni la Fondul Proprietatea.
La sfârșitul anului 2008 erau 8.104 de dosare pentru despăgubiri la ANRP, cererile pentru despăgubiri în bani însumând 923,5 milioane lei, în timp ce despăgubirile în acțiuni la Fondul Proprietatea se ridicau la 3,76 miliarde lei.
Problema restituirii proprietăților a generat o mafie imobiliară transpartinică, pivot al corupției din România. Unul din principalii beneficiari ai acestui sistem corupt a fost omul de afaceri Dorin Cocoș, aflat acum în arest preventiv. În august 2011 vicepreședintele ANRP Remus Virgil Baciu a fost arestat pentru trafic de influență, fiindcă ar fi primit peste 400.000 de lei în schimbul urgentării soluționării anumitor dosare de despăgubire. Baciu a fost condamnat ulterior la cinci ani de închisoare cu executare, pentru că a primit 270.000 de euro pentru a urgenta dosare de restituire de proprietate.
În primăvara anului 2012 premierul Mihai Răzvan Ungureanu a abordat frontal problema retrocedărilor. „Sunt dispus să mergem pe seama cercetărilor deja făcute, a auditului deja prezentat la nivelul cabinetului primului ministru, până la sesizarea organelor în drept pentru cercetare penală“, afirma Ungureanu în aprilie 2012. În mai 2012 a fost înlăturat din fruntea guvernului.
Conform omului de afaceri Gigi Becali, cei îndreptățiți la despăgubiri trebuiau să-i dea lui Cocoș și lui Ioan Oltean câte 30%, în caz contrar neobținând vreo despăgubire. Deputatul democrat-liberal Ioan Oltean, la care a făcut referire Becali, și-a numit chiar un om de încredre la șefia ANRP, în persoana Crinuței Dumitrean, fostă miss Bistrița, ulterior condamnată pentru fapte de corupție.
Cele mai mari despăgubiri au fost acordate moștenitorilor familiei Malaxa, care au primit 622,5 milioane lei pentru întreprinderea Faur, 384,6 milioane lei pentru uzina Republica și 73,3 milioane lei pentru acțiunile deținute la Uzina de Fier și Domeniile Reșita.
În data de 2 martie 2015, la o zi după ce un emisar special al SUA a cerut transparență, corectitudine și rapiditate în chestiunea restituirilor, președintele ANRP George Băeșu și-a prezentat demisia, pe motiv că amenzile pe care le-a primit pentru nepunerea în practică a sentințelor de restituire ar depăși de trei ori salariul său lunar. În 14 noiembrie 2013 Băeșu afirma că judecătorii ar fi vinovați de restituirea unor proprietăți către Biserica Română Unită cu Roma, Greco-Catolică și propunea premierului Victor Ponta sancționarea acelor judecători. În acel context Mircea Govor, președintele PSD Satu Mare și vicepreședinte al consiliului județean, a blocat retrocedarea Mănăstirii Bixad, în pofida sentințelor irevocabile în acest sens.

## Șefii ANRP
- Ingrid Zaarour (susținută de PNL) - 2005 - 4 februarie 2009[14][15][16]
- Anca Oprea (PSD) - 4 februarie 2009 - 8 octombrie 2009[14][15]
- Crinuța Dumitrean (PD-L) - 8 octombrie 2009 - 5 octombrie 2011[17][18][14][19]
- Dorina Danielescu - 5 octombrie 2011 - 23 mai 2012[20][21][22]
- George Băeșu - 29 mai 2012 - prezent[23]